# مروحة جزيئية

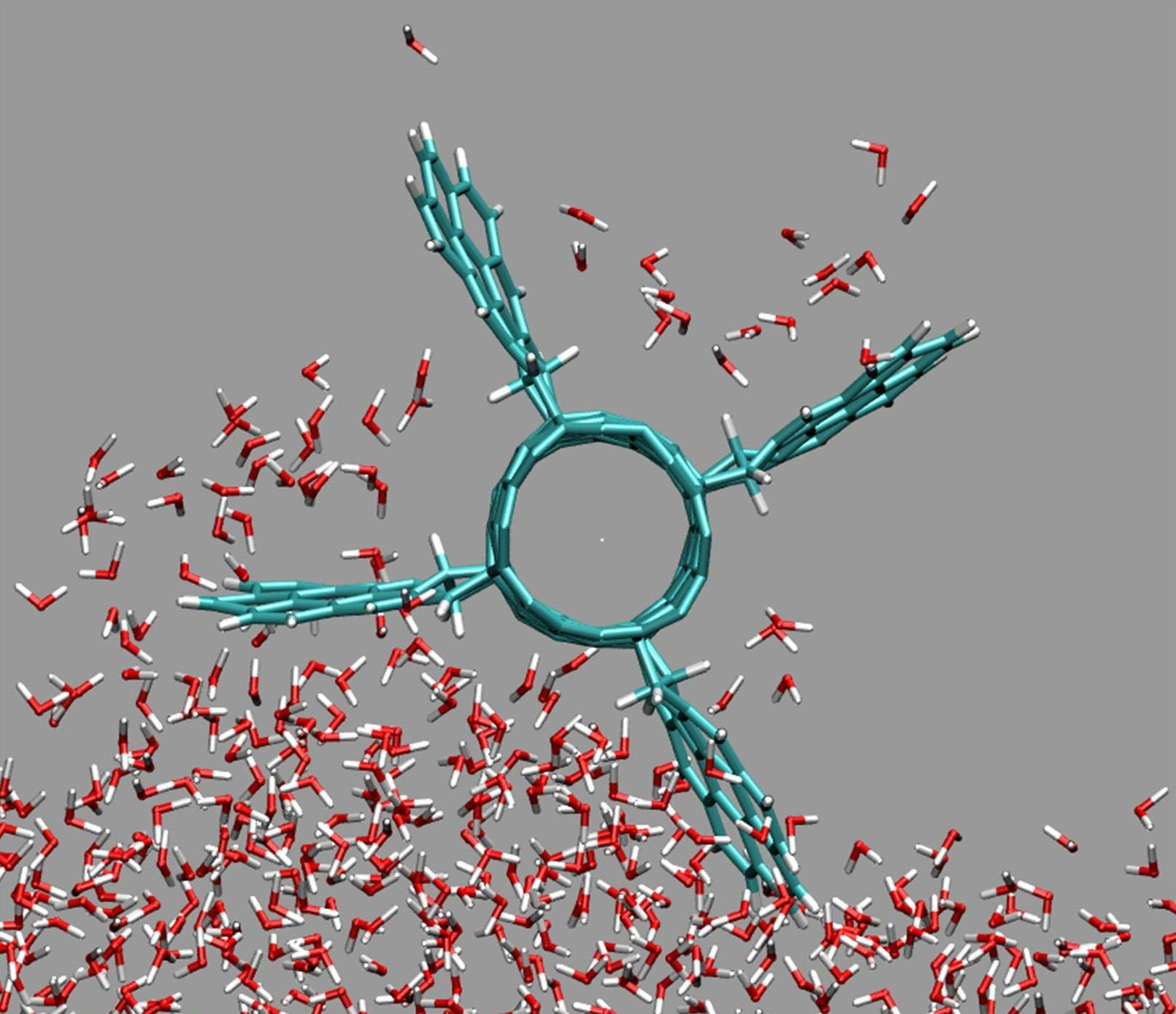
ضخ المياه باستخدام المروحة الجزيئية ذات السطح الكاره للمياه.

المروحة الجزيئية (بالإنجليزية:  Molecular propeller)‏ هي عبارة عن جزيء يقوم بدفع السوائل عندما يدور ويلف، ويرجع ذلك إلى شكلها المميز والذي تم تصميمه بالتناظر مع  المراوح كبيرة الحجم: حيث أن لها مجموعة من  الريش الجزيئية والمتصلة عند نقطة  زاوية تأرجحٍ محددةٍ حول محيط  عمودٍ دوارٍ، والمصطف على طول محور الدوران.
وكانت للمراوح الجزيئية المصممة من قِبَل مجموعة البروفيسور بيتركرال البحثية في جامعة إلينوي بشيكاغو ريشها الخاصة المصنعة من الجزيئات  العطرية المستوية، كما أن العمود الدوار كان عبارةً عن  أنبوبٍ نانويٍ كربونيٍ. هذا وقد أظهرت محاكاة الديناميكا الجزيئية (بالإنجليزية:  Molecular dynamics)‏ أن هذه المراوح لها القدرة على العمل بكفاءةٍ كمضخاتٍ في الأجسام السائبة وكذلك على أسطح السوائل. حيث تعتمد كفاءتها على الضخ على كيميائية التفاعل فيما بين الريش والسائل. فعل سبيل المثال، لو كانت الريش غير قابلة للامتزاج بالماء، فإن جزيئات الماء لن ترتبط معها، و ذلك بسبب قطبية الرابطة الضعيفة تلك، ومن ثم تصبح للمروحة الجزيئية القدرة على ضخ تلك السوائل بصورةٍ جيدةٍ. أما لو كانت تلك الريش متجاذبة مع الماء (بالإنجليزية:  hydrophilic)‏، فإن جزيئات الماء تشكل الرابطة الهيدروجينية مع الذرات في الريش القطبية. مما يؤدي إلى حجب تيار جزيئات الماء بصورةٍ كبيرةٍ حول الريش، ويبطيء بصورةٍ ملحوظةٍ من ضخ السائل (الماء).

## التحفيز
للمراوح الجزيئية القدرة على الدوران باستخدام  المحركات الجزيئية والتي من الممكن تحفيز عملها بواسطة استخدام وسائلٍ كيميائيةٍ، حيويةٍ، بصريةٍ أو كهربائيةٍ، أو حتى من خلال استخدام الآليات الشبيهة  بالشقاطة (بالإنجليزية:  ratchet)‏. وللطبيعة القدرة على استيعاب وتحقيق غالبية الأنشطة الحيوية مع عددٍ كبيرٍ من المحركات الجزيئية شديدة التعقيد، والتي منها على سبيل المثال الميزين، الكينيزين (بالإنجليزية:  kinesin)‏، وكذلك الإنزيم الصانع لثلاثي فوسفات الأدينوسين (بالإنجليزية:  ATP synthase)‏. فمثلاً،  للمحركات الجزيئية الدوارة المتصلة بالأذيال البروتينية والتي يُطْلَق عليها  السوط القدرة على دفع البكتريا وتحريكها.

## التطبيقات
وبطريقةٍ ممثالةٍ، يمكن أن تشكل عملية تجميع مروحةٍ جزيئيةٍ ومحركٍ جزيئٍ آلةً نانويةً لها القدرة على ضخ السوائل و تحريكها. مما يجعل التطبيقات المستقبلية لمثل تلك الأنظمة النانوية تتراوح من الأدوات التحليلية الجديدة في مجال الكيمياء والفيزياء، إلى عملية توصيل الدواء و العلاجات الجينية في مجالي علوم الأحياء والطب، بالإضافة إلى تقنيات وأساليب مختبر على رقاقة النانوية السائلة، وأيضاً  الإنسان الآلي صغير الحجم القادر على أداء العديد من الأنشطة المتنوعة على الصعيد النانوي  أو الدقيق.

## وصلات خارجية
- الإصدار الصحفي لجامعة إلينوي بشيكاغو
- العناوين الرئيسية للقتانة والعلوم بأخبار سي بي سي.
- تسليط الضوء على المروحة الجزيئية في الطبيعة.
- تسليط الضوء على المروحة الجزيئية في طبيعة تقانة الصغائر.